# Елладій Печерський
Елладій Печерський, або Елладій Затвірник (XII—XIII століття, Київ) — український православний святий, чернець Печерського монастиря в Києві. Преподобномученик.
Відомості про життя преподобного Елладія не збереглися. Вперше про нього згадує «Тератургім» соборного ченця Афанасія Кальнофойського (1638), який називає його постувальником і чудотворцем. Загальноцерковне вшанування почалося після дозволу Святійшого Синоду в другій половині XVIII століття включити в загальноцерковні святці імена низки київських святих. В каноні  преподобним отцям Ближніх печер Елладій як чудотворець згадується в 6-му тропарі 7-ї пісні.

В акафісті всім Печерським преподобним про нього сказано: 
|  | «Радуйся, Елладіє, затворників похвало». |

Іконописний оригінал кінця XVIII століття надає такий опис зовнішності Елладія: «Рус, аки Флор, на плечах клобук черн, обе руки у сердца накрест, риза преподобническая, испод бакан». Його мощі спочивають у Ближніх печерах.
Його мощі спочивають у Ближніх печерах в Києві.
Пам'ять 11 жовтня і 17 жовтня.